# Cinquecento

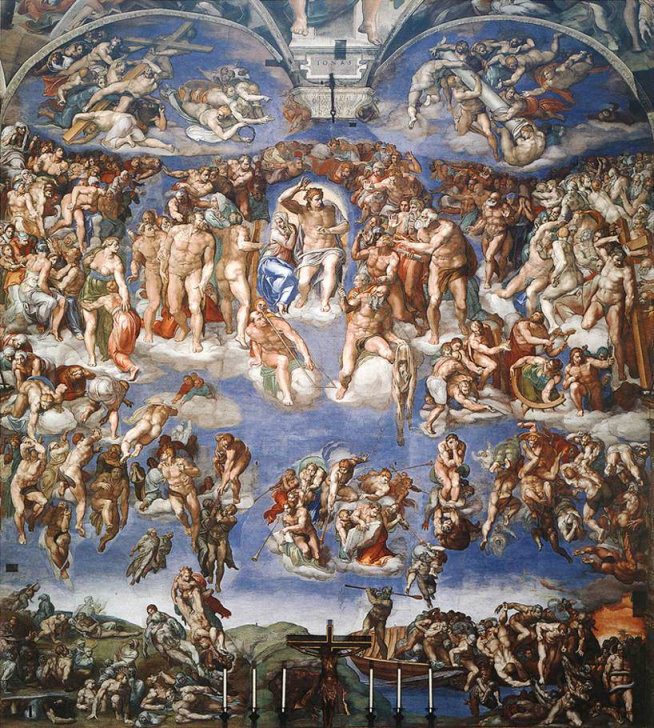
Juicio final, en la Capilla Sixtina, de Miguel Ángel (1536-1541).

El cinquecento (abreviadamente, años [mil] quinientos en italiano) es un periodo dentro de la historia del arte occidental, especialmente el italiano, correspondiente al siglo XVI. Se caracteriza intelectualmente por el paso del teocentrismo medieval al antropocentrismo humanista de la Edad Moderna; y estilísticamente por la búsqueda de las formas artísticas de la antigüedad clásica y la imitación (mímesis) de la naturaleza, lo que se ha denominado Renacimiento. 

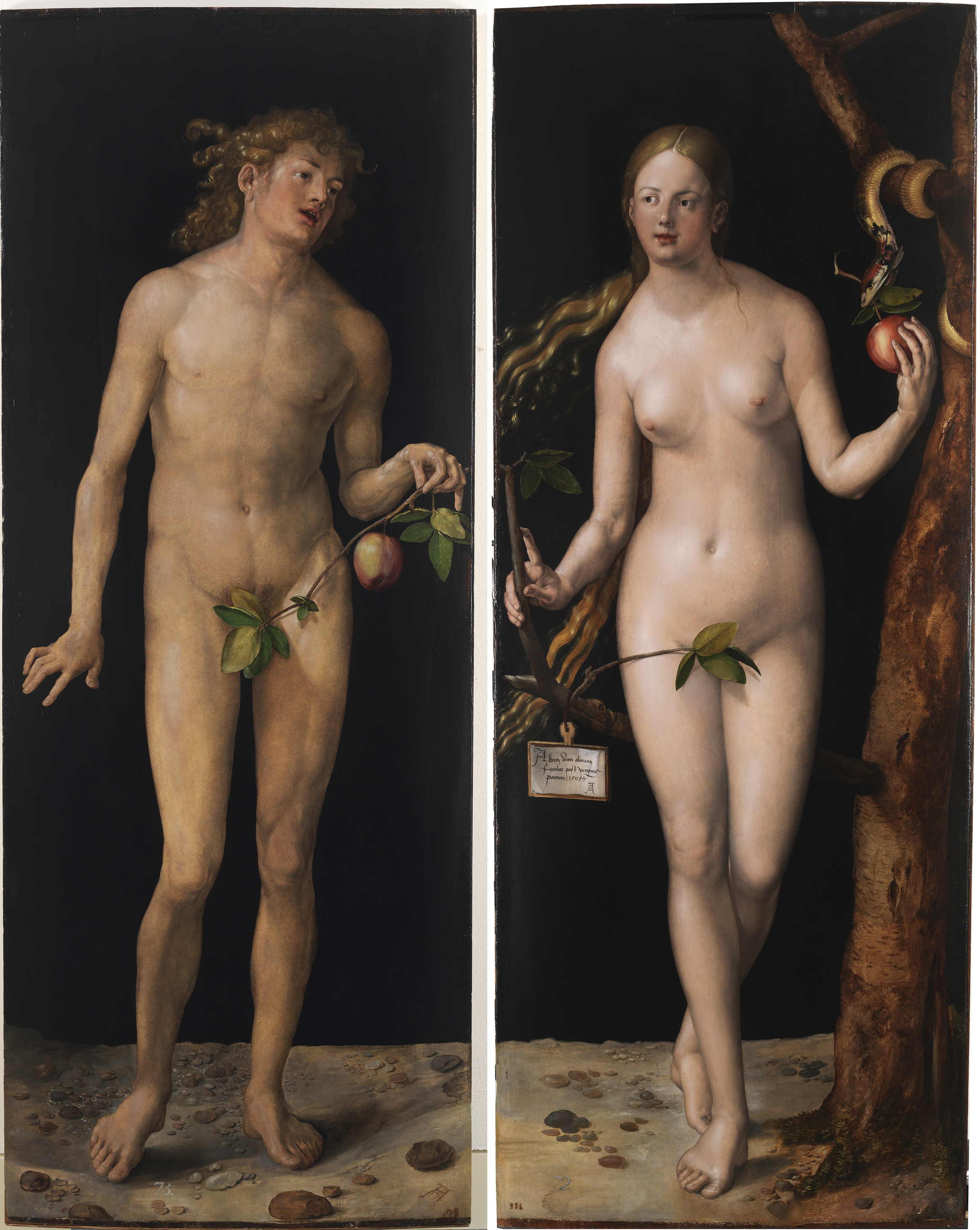
Adán y Eva, de Alberto Durero (1507)

Comprende dos fases: comienza con el denominado Alto Renacimiento (últimos años del siglo XV y primeras décadas del siglo XVI), y termina con el denominado Bajo Renacimiento o manierismo.
El siglo que le precede (el XV) recibe el nombre de quattrocento (años [mil] cuatrocientos), periodo en el que se va adoptando el vocabulario clásico y construyendo las formas propias del Renacimiento. El siglo que le sigue (el XVII) recibe el nombre de seicento (años [mil] seiscientos), y estilísticamente se caracteriza por la tensión entre las transformaciones violentas del Barroco y el equilibrio y proporción del Clasicismo.

## Cinquecentoitaliano
El cinquecento tuvo su centro en la Roma de los papas, a diferencia del quattrocento cuyo centro fue la Florencia de los Medici.
Los artistas más destacados del periodo inicial del Cinquecento italiano fueron Leonardo Da Vinci, Rafael Sanzio y Miguel Ángel. Junto a ellos hay una nómina interminable, tanto en el foco romano (Bramante, Sangallo, Giulio Romano) como en otros focos, de entre los que destaca la Escuela veneciana (Giorgione y Tiziano).
En el periodo manierista destacaron Jacopo Vignola, Palladio, Antonio Allegri da Correggio, Veronés, Benvenuto Cellini, Giambologna, etc.

En la literatura italiana del siglo XV se encuentran los poetas Pietro Arentino, Baldassare Castiglione y Torcuato Tasso, tratadistas políticos como Nicolás Maquiavelo, y científicos como Giordano Bruno

## Cinquecento en el resto de Europa
Los focos artísticos principales en el resto de Europa Occidental experimentaron a lo largo del siglo XVI (como ya venían haciendo en mayor o menor medida desde finales del XV) la influencia y transmisión de las formas renacentistas y de la nueva teoría del arte (Alberti, Serlio, Vasari, Vignola, Palladio, etc.). Aun así, mantuvieron una fuerte personalidad. En la zona conocida como Flandes o Países Bajos destacaron El Bosco, Joaquín Patinir, Mabuse, los Brueghel, en la pintura y la influyente figura del filósofo Erasmo de Róterdam. En Alemania destacaron Grünewald, Altdorfer, Durero, la escuela del Danubio, los Cranach, los Holbein en la pintura y sobre todo el movimiento intelectual, religioso y político ligado a la Reforma protestante (Lutero, Melanchton). En Prusia, destaca el astrónomo Nicolás Copérnico, antecedente de la Revolución Científica que tendrá lugar en el siglo XVII. En Francia desacataron la escuela de Fontainebleau, literatos como Rabelais o Ronsard, pensadores como Montaigne y los politiques de la época de las guerras de religión, y reformistas religiosos como Calvino). En Inglaterra, el estilo Tudor y la arquitectura isabelina, además de la figura intelectual de Tomás Moro y el inicio de la edad de oro de la literatura inglesa con Christopher Marlowe y Shakespeare.
En cuanto al renacimiento español, inició los denominados Siglos de Oro, que en el siglo XVI destacó en artes plásticas (Juan de Juni, Fernando Yáñez de la Almedina, Juan de Juanes, Alonso Berruguete, Pedro Machuca, Bartolomé Ordónez, Diego de Siloé, Juan Bautista de Toledo, Juan de Herrera, Gaspar Becerra o los Vandelvira; culminando con El Greco -proveniente de Creta-) tanto como en literatura (Luis Vives, Fray Luis de León, Santa Teresa de Jesús, San Juan de la Cruz, Lope de Rueda, el primer Lope de Vega y el primer Cervantes) y en toda clase de disciplinas intelectuales (véase mercantilismo, escuela de Salamanca, historia de la ciencia y la tecnología en España e historia del cristianismo en España).